# Vallanzengo
Vallanzengo är en ort och kommun i provinsen Biella i regionen Piemonte i Italien. Kommunen hade 216 invånare (2018).